# Palácio Episcopal (Cuiabá)
O Palácio Episcopal (ou Residência dos Bispos de Cuiabá) é um edifício em Cuiabá, Mato Grosso. Sua principal função é servir como residência para o episcopado residente em Cuiabá. Teve sua construção iniciada em 7 de agosto de 1941 (com a presença de Getúlio Vargas na ocasião), sendo inaugurado em 1942, como fruto de campanha donativa iniciada por Dom Aquino Correia, com projeto elaborado por Cássio Veiga de Sá e Anhaia Melo. A estrutura foi tombada pelo IPHAN como Patrimônio Histórico do Mato Grosso em 8 de junho de 1998.